# Муса Казым-эфенди
Муса Казым Эфенди (1858 — 10 января 1920) — османский богослов, шейх уль-ислам Османской империи в 1910-11 и 1916-18 годах.

## Биография
Родился в 1858 году в Тортуме, там же в возрасте 12 лет начал обучение у шейха ордена Накшбанди. Затем был отправлен отцом на учёбу в Балыкесир. В 1888 году получил иджазу в Стамбуле. После этого сдал экзамен на должность преподавателя медресе. Преподавал при мечети Фатих. Среди его учеников были Ахмет Мидхат и Муаллим Наджи. С 1900 года преподавал маджаллу в юридическом лицее Стамбула. Одновременно с этим преподавал богословие в нескольких лицеях. В 1907 году был назначен главой кадиев Алеппо.
После младотурецкой революции вступил в партию «Единение и прогресс». Занимал пост шейх уль-ислама в правительстве Ибрагима Хаккы-паши в 1910—1911 годах. Повторно занял в 1916 году и занимал до 1918. После поражения Османской империи был отдан под суд и приговорён к 15 годам каторжных работ, впрочем, это наказание было заменено на 3 года ссылки.
Умер 10 января 1920 года в Эдирне.

## Деятельность
Проявил себя как сторонник реформ, в частности, поддерживал право женщин на получение образования, за исключением высшего. Считал, что ислам помог мусульманам создать одну из высших форм цивилизации в истории человечества. Одним из наиболее спорных его заявлений считается его мнение о противоречии абсолютной власти монарха исламским законам и, соответственно, поддержка конституционной монархии.